# 時服
時服（じふく）は、毎年、春と秋とに、または夏と冬とに、朝廷から衣服の資を名目として皇親以下諸臣に支給された禄である。皇親に支給されたものをとくに王禄と呼び、特に対象を女王とする場合には女王禄と称した。

## 概要

### 皇親に対する支給
「禄令」には、皇親で年13以上のものに時服の料として、春（2月）は絁（あしぎぬ）2疋、糸2絇、布4端、鍬10口、秋（8月）は絁2疋、綿2屯、布6端、鉄4挺を賜うという規定がある。この規定量は正七位の季禄を基準とし、鍬・鉄は従八位の水準に下げ、代わりに秋の布は正六位の水準に更に1端加えたものである。また、また、乳母を賜っていた皇親（＝2世王）に対しては春・秋の支給の際に絁4疋、糸8絇、12端を賜った。
本来、皇親と言えども官職についていない者及び品位が授けられていない者（とりわけ内親王などの女性皇親）を経済的に保護する目的があった。なお、官職についている皇親が五位以上に達した場合は季禄と比較して多い方を支給した（『令集解』、ただし『延喜式』には両方支給するとしている。また、時服料と季禄の累給の可否については研究者間でも意見の相違がある）。
延暦6年（787年）には六位の諸王が六位の官職に就いた場合はその官職の季禄を、七位以下の場合は季禄に代わって時服料を授けた。同20年には官職についている皇親で上日が不足して季禄が支給されない者には時服料を支給された。
貞観12年（870年）、豊前王の建議をいれて、王氏で禄を賜う者を429人に限定したが、『延喜式』では、さらに女王にも262人に限定し、いずれも欠員の生じた場合にのみ、補充されることになった。
また、『延喜式』には諸王年12以上に時服（料）を賜うこととし、2世王は絹6匹、糸12絇、調布18端、鍬30口とし、4世王以上は令のごとしとされ、秋、冬のときは綿を糸のかわりに、鉄2挺を鍬5口にかえることとし、諸王で出家した者は時服（料）を給するのを停止することにさだめられ、諸司の給与人員と布帛の数量などが規定された。のちにこのことはすたれ、わずかに白馬節会（陰暦正月7日に左右馬寮から白馬を紫宸殿の庭に引き出し、天覧する会）の翌日正月8日、新嘗祭の翌日11月中巳日に女王禄（3文字をオウロクと読むのが慣習）という式がおこなわれるにすぎなくなった。これは紫宸殿中庭で、禄は人別に絹2疋、綿6屯であった。天皇が出御し、皇后をはじめ女御尚侍以下これに列し、女王は世をもって次とし、長幼にはよらず、幄座につく。官人が名簿を執って名を喚び、女王は称唯（イショウとよむのが慣習）して進み禄を受けて退出した。節会がおこなわれないときは女王禄も中止した。女王は後宮の宮人以外の官に就くことができず、延暦12年（793年）以降は非皇親との婚姻が許された女王の身分の形骸化が進行したため、女王の皇親としての身分と天皇との関係を再確認する意味で、儀式を伴う女王禄の支給が維持されたと考えられている。『延喜式』の段階では定員は262人とされているが、長保3年（1001年）段階においても200人が女王禄を支給されていたことが知られており、その存在が確認できる。だが、親王宣下が受けられない皇親の臣籍降下や出家が一般的になると、2世以下の女王が非常に稀な存在となり、平安時代末期には実態は花山源氏であった白川伯王家以外の女王（＝女王禄の支給対象者）が存在しないという事例も発生した。

### 臣下に対する支給
臣下に対する時服は特定の者に対する褒賞の意味合いで臨時に支給される例もあったが（『続日本紀』天平宝字4年（760年）11月丙午条）、大同3年（808年）9月20日詔によって、以後には諸司にも時服を給わることになり、当初は12月から5月までを夏の時服、6月から11月までを冬の時服とし、長上番上および上日が120日以上の者、諸衛は番上80日以上の者、侍従次侍従夜40日以上の者、中務丞内舎人夜50日以上の者に給わったが、これを改め、大同4年詔して、文官の番上日数を諸衛と同一とし、初任者給与にかんする規定をさだめた。ただし、飛鳥浄御原令期から和銅期にかけて令外の給与制度として定められ、季禄とは別体系のもとに支給されていたと（季禄との関連や臨時給としての性格を否定）する山下信一郎の説もある。
皇親に対する時服（料）と臣下に対する時服は名称こそ同じであるが、その性格は実は大きく異なる。皇親に対する時服（料）は官人における季禄に相当するものでその支給額も季禄などを参考にして定められていたのに対して、臣下に対する時服は春・秋支給の季禄を補う意味も含んでいるものの、季禄の支給対象になっていない者に対しても支給されている。支給物は原則官人1名分の衣服の材料とされ、冬の支給は夏の支給の倍に綿を加えたものとされた（夏は単、冬は袷を着用するため）。このため、品質や色などに差異があるものの、身分階級によって支給物の量には大きな差異が生じなかった。
弘仁3年（812年）、女官職五位以上の者にたいして、大同年間時服支給を停止されたのを復旧し、弘仁11年（820年）、式をさだめ、時服給与にかんする細則を規定した。『延喜式』には諸官司（参議以上を除く）は6月と12月、後宮・宮人・女嬬は4月と10月に支給することが定められている。

### 江戸幕府における時服
なお、江戸時代に将軍から大名、旗本に時服を賜うことがあったが、それは綿入の小袖をあたえた。